# Tannourine

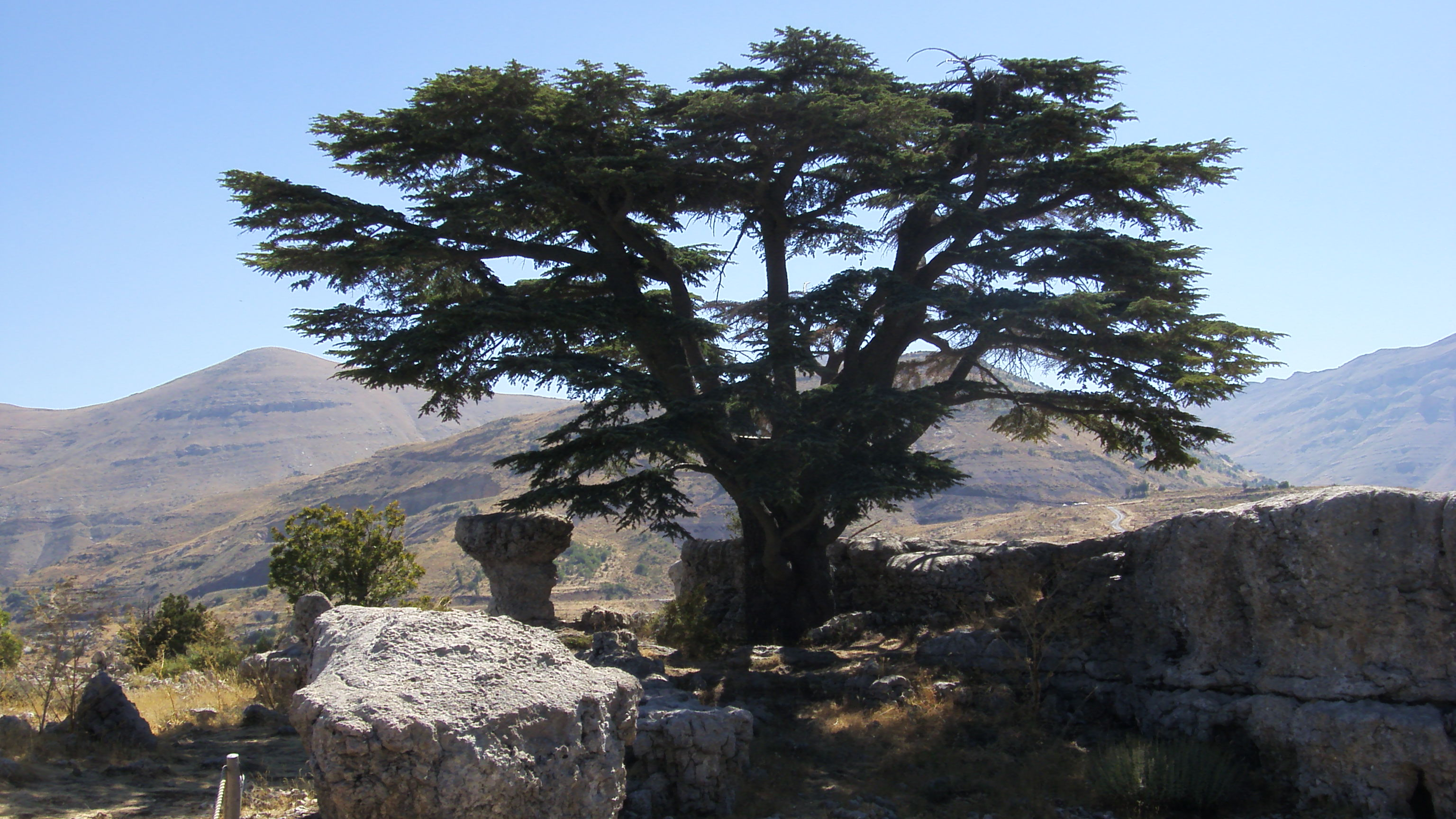
Cèdre isolé à Tannourine, avec en fond le Mont-Liban

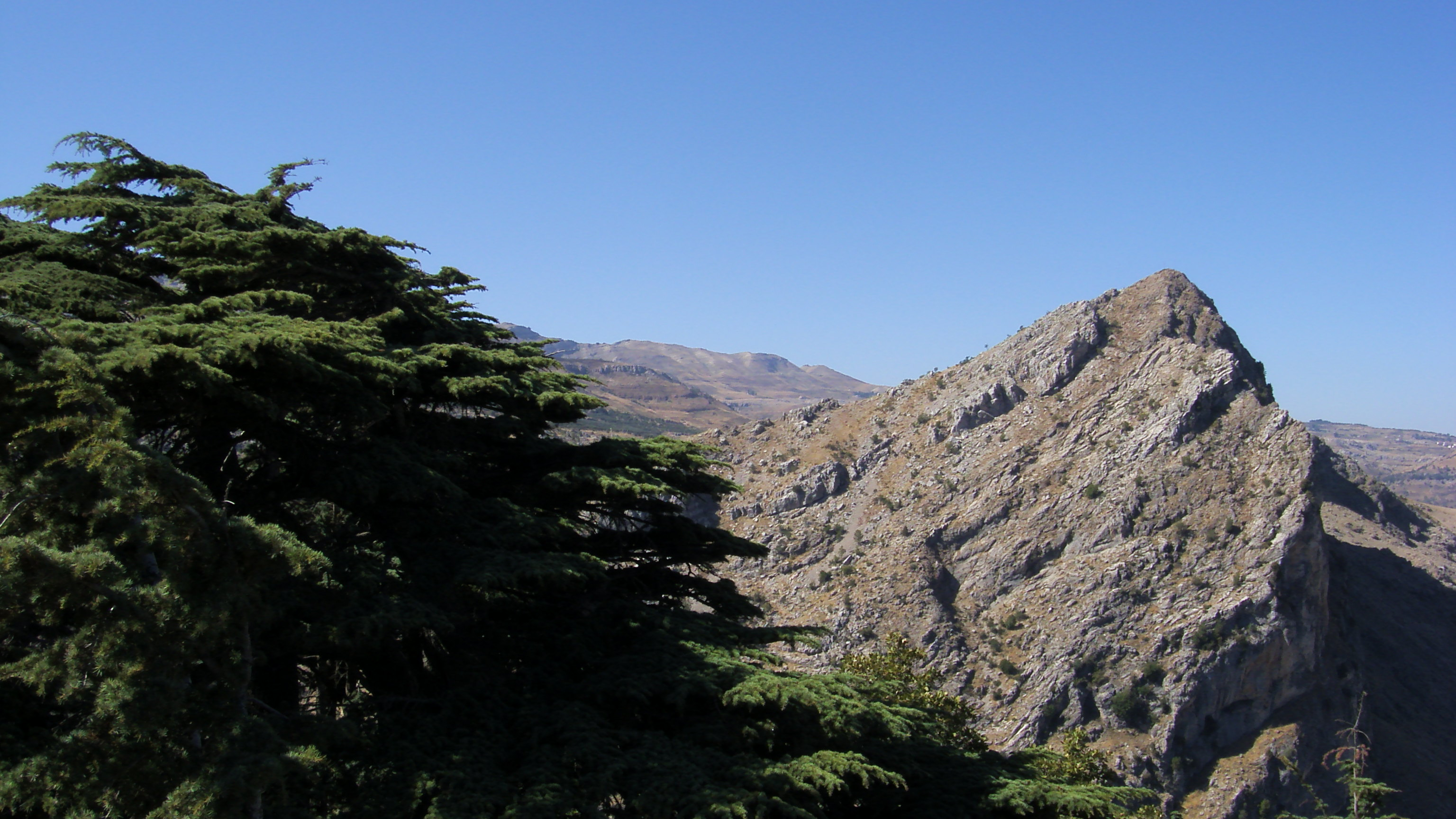
Cèdre et montagne dans la réserve de Tannourine, Liban-Nord

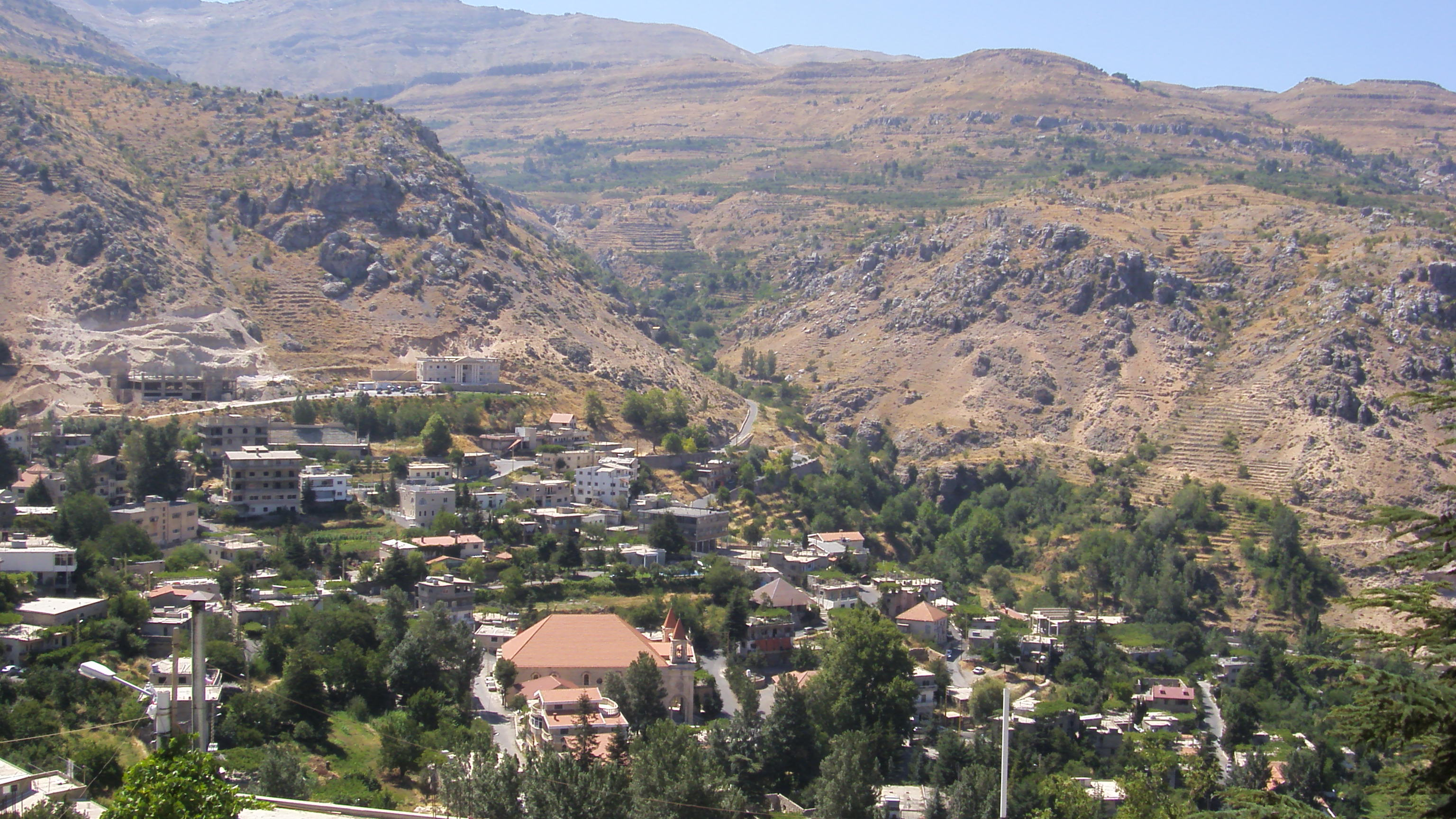
Tannourine "Le Haut" au nord du Liban

Tannourine est un village du nord du Liban, situé dans le district de Batroun. Cette ville est notamment citée par la chanteuse Fairuz dans sa chanson Al Bosta.

## Géographie
La réserve d'Arz Tannourine, célèbre pour ses cèdres, se situe à proximité du village, ainsi que le gouffre des Trois Ponts. La réserve est située dans le nord du Liban, à proximité des villages de Tannourine « Le Haut » et Tannourine « Le Bas ». Elle se visite à pied avec un chemin balisé, le promontoire du bout de la promenade offre un panorama sur la montagne libanaise.

## Histoire
Le 13 juillet 2018, la célèbre chanteuse colombienne Shakira a visité Tannourine, village natal de sa grand-mère paternelle, où elle a planté deux cèdres dans la réserve des cèdres au village. Durant cette visite, elle a été accompagnée par ses parents et ses deux enfants avec le footballeur Gerard Piqué: Milan et Sasha.   

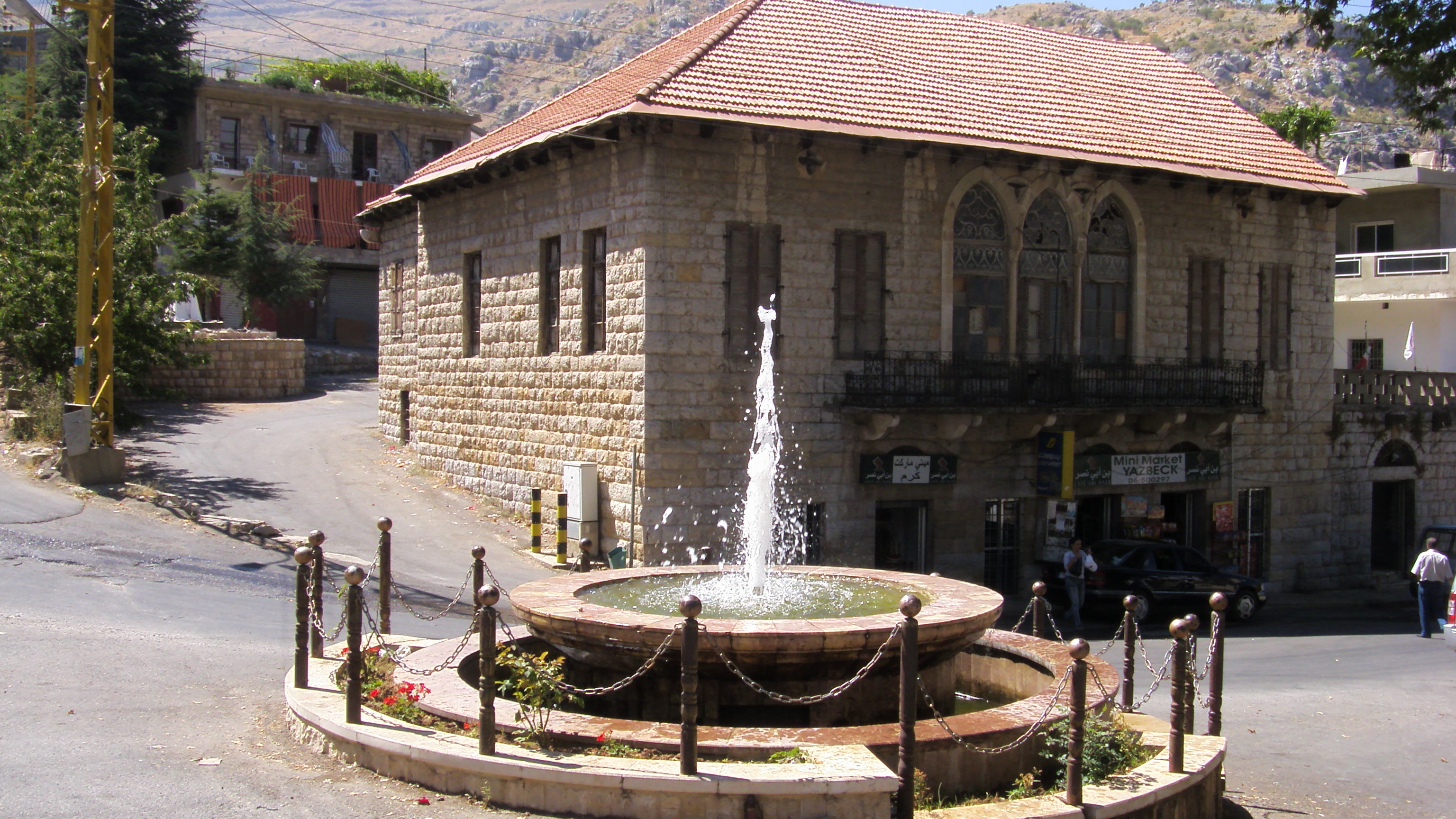
Fontaine au cœur du village de Tannourine "Le Haut"

## Économie
Le village a donné son nom à la marque d'eau minérale largement commercialisée dans tout le Liban par la Société Libanaise des eaux de Tannourine sous le slogan publicitaire : « Elle donne vie à nos cèdres ».
Le village se situe sur le parcours du sentier de grande randonnée "Lebanon Mountain Trail" dont il constitue une étape.

## Personnalités
- Boutros Harb, juriste et homme politique, y est né.
- Mary Queeny, actrice et productrice, y est née.
- Antonios Tarabay, moine maronite, y est né.
- Marwan Harb, écrivain, y est né.
- La grand-mère paternelle de Shakira, en est originaire.

## Événements
Le premier festival de la musique araméenne s'est tenu à Tannourine en 2008.